# Hazudj, ha tudsz!
A Hazudj, ha tudsz! (eredeti cím: Lie to Me) egy amerikai televíziós sorozat, melyet a Fox csatorna sugárzott 2009. január 21. és 2011. január 31. között. Főszereplői Dr. Cal Lightman (Tim Roth) és a Lightman-csoport tagjai, akik az FBI, a kormány vagy akár magánszemélyek megbízására végeznek nyomozásokat. A nyomozások során a testbeszéd, a mimika, a mikrokifejezések megfigyelésével jönnek rá, ki hazudik, ki követett el bűnt és ki nem.
2009 májusában rendelte meg a Fox a 2. évadot 13 epizóddal, az évad premierje 2009. szeptember 28-án volt. 2009. november 24-én az évadhoz plusz kilenc részt rendelt a Fox, így a 2. évad 22 epizódos lett.
2010. május 12-én az Entertainment Weekly oldalán jelent meg, hogy a sorozat egy 13 részes harmadik évaddal folytatódik, ennek premierje eredetileg 2010. november 10-én került volna műsorra, majd előre hozták október 4-re a Lone Star című sorozat kaszája miatt. 2011. május 10-én a Hazudj, ha tudsz! sorozatát is elkaszálta a Fox, így összesen 48 epizód készült. Magyarországon először az RTL Klub sugározta a szériát, majd párszor megismételte. Utána a Cool, az RTL+, a FEM3, a TV2, a Prime ismételte.

## Cselekmény
A Paul Ekman tudományos felfedezésein alapuló sorozatban a hazugságszakértő csapat, Cal Lightman és kollégái segítenek a kormánynak és az igazságszolgáltatásnak felfedni az igazságot egyes bűncselekmények körül.
Az első évad kezdetén Cal és Gillian új kollégát keresnek. A repülőtéri csomagvizsgálóban dolgozó Ria Torrest keresik meg, akinek különleges képessége, hogy ösztönösen látja, amikor valaki hazudik. Természetes képessége gyakran ütközik Cal tudományos tanulmányaival, amit Cal gyakran az orra alá is dörgöl szakértelme fitogtatásaként. A sorozatban fény derül rá, hogy Lightmant az vezette a mikrokifejezések tanulmányozására, hogy bűntudatot érzett édesanyja öngyilkossága miatt. 
Egyes részekben a teljes csapat együtt, máskor Lightman Fosterrel, Torres pedig Lokerrel dolgozik egy-egy ügy megoldásán, közben időnként egymásnak is besegítenek. A kihallgatás során Lightman és kollégái különböző eszközökkel és kihallgatási technikákkal igyekeznek információkhoz jutni. Provokálással, színjátékkal és némi hazugsággal érik el céljukat. Lightman több alkalommal is megmutatja, hogy ha a beszélgetés alanya nem is válaszol, arcának, testének rezdüléseiből is képes kiolvasni a válaszokat.

## Szereplők
- Tim Roth – Dr. Cal Lightman, pszichológus, aki a testbeszéd szakértője, a mikrokifejezések felfedezője
- Kelli Williams – Dr. Gillian Foster, Lightman kollégája és társa a Lightman-csoportban
- Brendan Hines – Eli Loker, a Lightman-csoport tagja, különleges tulajdonsága a radikális őszintesége
- Monica Raymund – Ria Torres, a Lightman-csoport tagja, ő a tudomány elsajátítása nélkül ösztönösen tudja, ki-mikor hazudik
- Hayley McFarland – Emily Lightman, Lightman 16 éves lánya
- Mekhi Phifer – Ben Reynolds, FBI-ügynök, aki Lightman alkalmazásában is áll

## Fogadtatás
A sorozat pozitív visszhangra talált a televíziós kritikusok részéről. A Metacritic oldalán 100-ből 64 pontot kapott. Az Entertainment Weekly cikkében Ken Tucker B-s értékelést adott és véleménye szerint nem csoda, hogy a Fox úgy vélte, sikeres lehet. Bár azt is írta, ha a sorozat egy arc volna, dr. Lightman azt mondaná róla, kényszeredett a mosolya; reménykedő, de kétkedő. A The Washington Post szerint „szokatlanul tartalmas, elgondolkodtató krimi. Igaz, hogy egy újabb nyomozó-sorozat, de drámai és igéző sajátosságokkal... könnyen lehet az időszak legjobb új sorozata.”
A sorozat több jelölés mellett elnyerte 2009-ben a BMI Film & TV-díját, illetve 2011-ben a People's Choice-díjat.

## Sorozatáttekintő
| Évad | Évad    | Epizód | Évadpremier          | Évad vége            | DVD-megjelenés      | DVD-megjelenés       | DVD-megjelenés    |
| Évad | Évad    | Epizód | Évadpremier          | Évad vége            | 1-es régió          | 2-es régió           | 4-es régió        |
| ---- | ------- | ------ | -------------------- | -------------------- | ------------------- | -------------------- | ----------------- |
|      | 1. évad | 13     | 2009. január 21.     | 2009. május 13.      | 2009. augusztus 25. | 2009. szeptember 14. | 2009. október 28. |
|      | 2. évad | 22     | 2009. szeptember 28. | 2010. szeptember 13. | 2010. november 9.   | 2011. január 3.      | 2010. december 1. |
|      | 3. évad | 13     | 2010. október 4.     | 2011. január 31.     | 2011. október 4.    | nincs adat           | 2011. november 2. |